# NGC 721
NGC 721 este o galaxie spirală situată în constelația Andromeda. A fost descoperită în 27 august 1862 de către Heinrich Louis d'Arrest. Se află la o distanță de 55,98 de megaparseci de Pământ.